# Trifolium calcaricum
Trifolium calcaricum là một loài thực vật có hoa trong họ Đậu. Loài này được J.L.Collins & Wieboldt miêu tả khoa học đầu tiên.